# ハリー・エイブレス
ハリー・エイブレス（Harry Ables, 1883年10月4日 - 1951年2月8日）は、メジャーリーグベースボールの左投右打の投手。アメリカ合衆国のテキサス州出身。

## 経歴
1905年、セントルイス・ブラウンズ（のちのボルチモア・オリオールズ）でメジャーデビュー。6試合に登板するものの勝ち星はつかず、3敗に終わってしまった。
その後、1906年から1908年まではメジャーでプレイする機会はなかったが、1909年にクリーブランド・ナップス（のちのクリーブランド・ガーディアンズ）で4年振りにメジャー復帰。ここではサイ・ヤングやナップ・ラジョイらとともにプレイし、防御率も2.12の好成績。メジャー初勝利も記録したが、チームは71勝82敗でアメリカンリーグ6位と冴えない結果に終わってしまった。
その後は1911年にニューヨーク・ハイランダーズ（のちのニューヨーク・ヤンキース）で3試合に登板したが、この年限りでメジャーの舞台からは遠ざかった。
なお、1909年には5試合で2つのエラーを記録し、守備率.714という芳しくない数字を残している。

## 詳細情報

### 年度別投手成績
| 年 度   | 球 団   | 登 板 | 先 発 | 完 投 | 完 封 | 無 四 球 | 勝 利 | 敗 戦 | セ 丨 ブ | ホ 丨 ル ド | 勝 率 | 打 者 | 投 球 回 | 被 安 打 | 被 本 塁 打 | 与 四 球 | 敬 遠 | 与 死 球 | 奪 三 振 | 暴 投 | ボ 丨 ク | 失 点 | 自 責 点 | 防 御 率 | W H I P |
| ------- | ------- | ----- | ----- | ----- | ----- | -------- | ----- | ----- | -------- | ----------- | ----- | ----- | -------- | -------- | ----------- | -------- | ----- | -------- | -------- | ----- | -------- | ----- | -------- | -------- | ------- |
| 1905    | SLB     | 6     | 3     | 1     | 0     | --       | 0     | 3     | 0        | --          | .000  | 136   | 30.2     | 37       | 0           | 13       | --    | 0        | 11       | 2     | 0        | 22    | 13       | 3.82     | 1.63    |
| 1909    | CLE     | 5     | 3     | 3     | 0     | --       | 1     | 1     | 0        | --          | .500  | 126   | 29.2     | 26       | 1           | 10       | --    | 1        | 24       | 2     | 1        | 14    | 7        | 2.12     | 1.21    |
| 1911    | NYY     | 3     | 2     | 0     | 0     | 0        | 0     | 1     | 0        | --          | .000  | 55    | 11       | 16       | 1           | 7        | --    | 0        | 6        | 1     | 0        | 15    | 12       | 9.82     | 2.09    |
| MLB:3年 | MLB:3年 | 14    | 8     | 4     | 0     | *0       | 1     | 5     | 0        | --          | .167  | 317   | 71.1     | 79       | 2           | 30       | --    | 1        | 41       | 5     | 1        | 51    | 32       | 4.04     | 1.53    |

- 「-」は記録なし。
- 通算成績の「*数字」は、不明年度がある事を示す